# Giản Chi
Nguyễn Hữu Văn (1904 - 22 tháng 10 năm 2005), thường được biết đến với bút danh Giản Chi, là học giả, nhà văn, nhà giáo, nhà thơ và là một dịch giả Việt Nam. Ông là bạn tâm giao của Nguyễn Hiến Lê, một học giả nổi tiếng khác.

## Tiểu sử
Giản Chi sinh năm Giáp Thìn (1904), quê ở làng Yên Quyết (làng Cót), phủ Hoài Đức, tỉnh Hà Đông (nay thuộc quận Cầu Giấy, Hà Nội). Ông theo Nho học từ nhỏ. Năm 14 tuổi đỗ khóa sinh, vào học trường Bưởi.
Tốt nghiệp Cao đẳng công chính Hà Nội, ông vào làm ngành bưu điện tại Lai Châu, Sơn La, tỉnh Hải Dương. Lúc này ông cộng tác với một số tờ báo ở Hà Nội.
Khi Cách mạng Tháng Tám bùng nổ, ông đem ruộng đất cho cách mạng và ủng hộ tài vật cho kháng chiến. Sau đó ông đem gia đình tản cư lên miền thượng du, đến vùng Hoàng Lưu, sông Vàng, ngụ tại Thanh Oai.
Năm bốn mươi tuổi, ông có hai câu thơ nói về quãng đời phiêu bạt của mình:
Dòng đời khôn đổi làm sông rượu
Bừng giấc quan hà lại muốn say
Ông có làm thơ đăng báo từ năm 1940, nhưng đến năm 1994 mới in thành tập "Tấc lòng". Ông từng nói: "Duyên làm thơ của tôi bắt nguồn từ cảnh đẹp trên đường Cổ Ngư hồi còn đi học. Nó đeo đuổi tôi mãi đến lúc đầu đã bạc vẫn vương vấn mấy câu: Gió đông mơ dáng hoa đào - trà Phương Bối đậm nhớ Sao Trên Rừng".
Năm 1954, ông di cư vào Nam. Tại Sài Gòn, ông làm viên chức, dạy đại học, viết nhiều sách về triết học và văn học cổ Trung Hoa. Lúc này ông thân với Nguyễn Hiến Lê, hai người cộng tác viết và dịch nhiều sách giá trị như "Chiến quốc sách", "Sử ký Tư Mã Thiên", "Đại cương triết học Trung Quốc"...
Sau 30 tháng 4 năm 1975, ông tiếp tục viết nhưng không nhiều như trước.
Đến 14 giờ 55 phút chiều 22 tháng 10 năm 2005, ông qua đời tại nhà riêng ở quận 4, Thành phố Hồ Chí Minh, hưởng thọ 102 tuổi.

## Tác phẩm
- Cô độc - dịch truyện Lỗ Tấn (1954)
- Cái đêm hôm ấy - (dịch Somerset Maugham)
- Lỗ Tấn tuyển tập (1987).
- Tấc lòng (thơ 1993).
- Vương Duy thi tuyển (1992).

### Soạn chung với Nguyễn Hiến Lê
- Đại cương triết học Trung Quốc, thượng và hạ (1965).
- Chiến quốc sách (1967).
- Sử ký Tư Mã Thiên (1972).
- Tuân Tử (1974).
- Hàn Phi Tử (1975).

## Nhận xét
Học giả Nguyễn Hiến Lê, đồng nghiệp và là người bạn tâm giao (cũng là anh em bạn rể), đã có những lời nhận xét khá thú vị về con người Giản Chi cũng như thơ của ông:
Ông Giản Chi là một nghệ sĩ (...) tính tình hào hoa phong nhã, thích hoa, rượu, nhạc. Thơ ông có giọng lãng mạn của thời đó, nhưng không sướt mướt mà hào hùng.

## Giới thiệu vài đoạn thơ
Gió lộng lên...bóng rộng lên...
Chiều rồi! Ngày đẹp tàn thêm một ngày!
...
Lòng tôi cần lắm tịch liêu
Một hai tình bạn trong chiều nhớ thương
Khoan khoan đừng gióng sáp hường
Đêm nay nhóm lại lò hương đêm nào...
(Chiều)
Tiếng vượn rừng thiêng trĩ dậm mường
Nửa trời sơn mộ, nét thê lương!
Mây về non thẳm bâng khuâng bạc;
Buồm ruổi sông xa lặng lẽ vàng...
(Chiều rừng)
Chẳng biết chùa Hương Tích
Non mây mấy dặm sâu
Rừng già không lối lách
Núi thẳm vẳng chuông đâu?
Đá dựng suối nghẹn tiếng
Thông xanh nắng lạnh màu
Đầm không, trời chạng vạng
Niềm tục gột làu làu.
(dịch Hương Tích tự, Vương Duy)

## Liên kết
- - Báo Thanh Niên, bài viết vào ngày mất của Giản Chi.